# Cardware (programska podrška)
Cardware ili postcardware je programska podrška koju se može slobodno koristiti, a jedini uvjet je autoru poslati razglednicu. Varijacija ovog programa je emailware, gdje se traži slanje elektronskog pisma. Beerware je sličan cardwareu.